# 奥林匹斯山 (美国)
奥林匹斯山（英語：Mount Olympus）是美国华盛顿州西部奥林匹克半岛奥林匹克山脉的主峰及最高峰，是一座火山，海拔2,432（7,979英尺）。奥林匹斯山是奥林匹克国家公园的主要景观之一。